# Oligodon deuvei
Oligodon deuvei là một loài rắn trong họ Rắn nước. Loài này được David, Vogel & Van Rooijen mô tả khoa học đầu tiên năm 2008.